# Revisionismo histórico (negacionismo)
El revisionismo histórico con intencionalidad política consiste en la manipulación de hechos históricos con finalidad política. El revisionismo histórico es el estudio y reinterpretación de la historia, sobre la base de la reexaminación crítica del conocimiento disponible sobre un evento histórico. Esta visión académica de analizar la historia es utilizada por algunos para distorsionar tendenciosamente el registro histórico con fines políticos, buscando que ciertos hechos parezcan más favorables o perjudiciales de lo que realmente fueron. En el caso de que esta mistificación tenga por objetivo el negar un crimen histórico, pasa a ser denominada negacionismo.
A diferencia de la propaganda, que apela a las emociones, el negacionismo apela al intelecto, usando varias técnicas ilegítimas para proponer un punto de vista. Estas técnicas incluyen presentar como auténticos documentos que son falsos, inventar razones ingeniosas, pero no plausibles para desconfiar de documentos genuinos, atribuir sus propias conclusiones a libros y otras fuentes que digan lo contrario, manipular series estadísticas para apoyar sus puntos de vista y traducir mal deliberadamente textos en otros idiomas.
Ejemplos notables de revisionismo histórico ilegítimo (negacionismo) lo constituyen el negacionismo del Holocausto, el negacionismo de los genocidios indígenas y el negacionismo turco del holocausto armenio. El negacionismo es también utilizado por grupos de odio en Internet y sus efectos pueden encontrarse descrito en la literatura (por ejemplo, en la novela 1984 de George Orwell). En algunos países, el negacionismo de ciertos eventos históricos es considerado un delito.
En India, los historiadores con credenciales académicas impecables y reconocimiento internacional, como R.S. Sharma, Romila Thapar, Bipan Chandra, Satish Chandra y Gurú Arjan, cuyos libros de texto han sido utilizados en las escuelas por un largo tiempo, han estado bajo un ataque virulento por parte de los comunalistas y sus libros fueron distorsionados o retirados debido a la presión política.
El uso político de la historia lo practican tanto grupos hegemónicos como otros que contestan esa hegemonía: ya sea la historia de la existencia de una comunidad nacional, del sufrimiento de una clase social, del pedigrí democrático de una opción política, o de los derechos de un determinado colectivo.

## Motivaciones del negacionismo
El "revisionismo histórico" puede ser usado como una etiqueta para describir los puntos de vista de historiadores autodidactas o disidentes que publican artículos que deliberadamente tergiversan y manipulan la evidencia histórica. Algunos de estos historiadores, como David Irving, un defensor del negacionismo del Holocausto, se han denominado a sí mismos revisionistas históricos. Esta etiqueta ha sido utilizada de forma peyorativa para describir a estos historiadores criticando su trabajo.
Las motivaciones de los negacionistas pueden ser diversas. En el caso de la negación del genocidio judío por los nazis, las razones parecen ser principalmente el antisemitismo y la voluntad de defender -incluso negando la realidad de los hechos- al régimen nazi y a sus colaboradores (como la Francia de Vichy). Así, se han publicado historias populares que desafían la posición generalmente aceptada de un período dado, como es el caso del Holocausto. Para ello, minimizan su magnitud y encubren otros crímenes de guerra nazi, mientras que hacen hincapié en el sufrimiento de las poblaciones del Eje en manos de los Aliados, subrayando que los aliados cometieron también crímenes de guerra. 
La negación de un genocidio (Holocausto, genocidio armenio, genocidio de Ruanda, etc.) busca de hecho obtener un sobreseimiento para lo que es admitido como un crimen y retirar a las víctimas o a sus deudos todo derecho a reparación alguna (en ausencia del crimen, no existen ni criminales ni víctimas). El negacionismo puede así servir para proteger tanto a los actores de un genocidio, como a sus cómplices y herederos ideológicos, así como también ser o no una política de Estado.

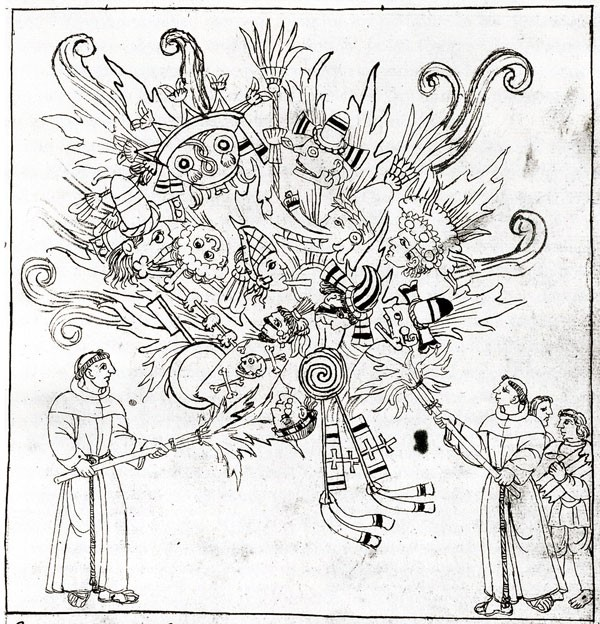
Destrucción de los Códices mexicanos

Las tesis negacionistas se fundamentan muy a menudo en hechos maquillados o en la omisión deliberada de elementos de cargo. En consecuencia, se estima que sus tesis son producto de extremistas y falsificadores, con el fin de mostrar determinado hecho criminal como socialmente aceptable en su contexto.
Ejemplos similares pueden presentarse en el otro extremo de la escala política, cuando los estalinistas y maoístas intentan (al igual que los revisionistas antisemitas) encubrir o minimizar atrocidades mayores llevadas a cabo bajo algunos de estos regímenes. Es el caso del Gran Salto Adelante de Mao donde hasta 43 millones de personas murieron de hambre, el genocidio camboyano, el Gulag en la Unión Soviética o el Holodomor contra el pueblo ucraniano.O más recientemente, el caso del negacionismo del gobierno chino sobre sucesos como la masacre de la plaza de Tiananmen y el genocidio uigur.

## La historia usada para generar consenso
Para los antropólogos, en la medida en la que la legitimidad de las comunidades políticas a menudo se basa en la identidad compartida por sus miembros, contar con una historia común en la que se realza la solidaridad interna y la rivalidad con los extraños suele formar parte de la propia existencia de esa comunidad política. La presencia de señales de esa historia común y signos de su valor en el presente forma parte de lo que Michael Billig denominó nacionalismo banal.
La historia enseñada en las escuelas suele construir el relato histórico haciendo referencia a la perennidad de la comunidad política considerada legítima por quienes están en el sistema educativo. En las sociedades en las que hay conflictos identitarios, el contenido de los libros de texto puede resultar problemático.
La política de conmemoraciones de acontecimientos históricos, por otra parte, intenta hacer partícipes a los ciudadanos de un acontecimiento del pasado y crear una solidaridad entre ellos y lo que se les presenta como "su" historia, para legitimar la existencia de la comunidad política. Este tipo de rituales cívicos fue propuesto por Augusto Comte como mecanismo para generar solidaridad entre los ciudadanos en una sociedad racionalizada. Él mismo elaboró una tabla de personajes y acontecimientos históricos que deberían ser objeto de conmemoración en cada país.
La Unión Europea incluye la investigación y la docencia de la historia de Europa como una línea para generar solidaridad entre los europeos. Subvenciona la realización de investigaciones y la traducción de libros que realzan el legado común europeo frente a las historias de rivalidades y guerras entre países europeos.